# Хейзел Корт
Хейзел Корт (англ. Hazel Court; 10 лютого 1926, Саттон-Колдфілд, Бірмінгем — 15 квітня 2008, Alpine Meadows, Каліфорнія) — англо -американська актриса кіно та телебачення. Пік її популярності припав на 1950-і — початок 1960-х років, коли її акторський образ був «рудоволосою зеленоокою красунею у фільмах жахів», хоча сама Корт мріяла грати в комедіях. Мала прізвисько «Королева жахів».

## Біографія
Хейзел Корт народилася 10 лютого 1926 року у місті Саттон-Колдфілд (Уест-Мідлендс, Західний Мідленд, Англія). Жила в районі Болдмір, де закінчила школу та коледж. Батько — Г. У. Корт, професійний гравець у крикет, який виступав за відомий «Клуб графства Дарем».
З 14 років Хейзел почала навчатися драматичного мистецтва при «Репертуарному театрі Бірмінгема» та театрі «Нью Олександра» (обидва в Бірмінгемі); а пізніше — в «Школі шарму» при конгломераті «Організація Ренка». 1942 року 16-річна Хейзел, перебуваючи в Лондоні, познайомилася з відомим кінорежисером Ентоні Асквітом. Він оцінив її здібності і домігся для дівчини епізодичної ролі без вказівки в титрах у фільмі Чарлі «Шампанське», прем'єра якого відбулася в 1944 році.
З цього моменту Корт почала зніматись без помітних перерв. З 1956 вона почала з'являтися в телесеріалах. 1958 року Корт вперше відвідала США, приїхавши до Голлівуду, а на початку 1960-х років переїхала на постійне місце проживання до Каліфорнії, і продовжила зніматися для американських та англо-американських фільмів та серіалів. У Каліфорнії вона познайомилася з відомим режисером, актором і продюсером Доном Тейлором, заради якого розлучилася з першим чоловіком і відразу після розлучення вийшла заміж за нього. Кіно-кар'єра Корт завершилася в 1972 році, хоча після цього вона в 1975 з'явилася в одному епізоді телесеріалу, а в 1981 — в епізодичній ролі в кінофільмі «Омен 3: Остання битва» без вказівки в титрах. Усього за своє життя Хейзел Корт знялася у 72 фільмах та серіалах, у тому числі один фільм був короткометражним, а у трьох випадках вона не була вказана у титрах.
Крім акторської діяльності, Корт також була досить відомою скульптором та художницею.
Хейзел Корт померла від інфаркту міокарда 15 квітня 2008 року у поселенні Алпайн-Мідоуз (Каліфорнія) у своєму будиночку на березі озера Тахо. Її тіло було кремоване, а порох розвіяний над озером.

## Особисте життя
Хейзел Корт була одружена двічі.
Першим її чоловіком став відомий ірландський актор театру, кіно та телебачення Дермот Уолш (1924—2002). Шлюб було укладено 10 вересня 1949 року. У пари народилася дочка, Саллі Волш, яка ще будучи дитиною знялася з матір'ю у фільмі «Прокляття Франкенштейна» (1957), але актрисою так і не стала. 7 лютого 1963 року Хейзел і Дермот розлучилися.
Другим чоловіком актриси став відомий американський режисер, актор та продюсер Дон Тейлор (1920—1998). Шлюб був укладений відразу після розлучення Хейзел, 25 березня 1963 року. Від цього шлюбу народилося двоє дітей: дочка Кортні та син Джонатан Тейлори, незважаючи на те, що на момент одруження актрисі було вже 37 років, а її новому чоловікові — 43 роки. Хейзел і Дон прожили разом 35 років до смерті Дона Тейлора.

## Вибрана фільмографія
- 1957 — Прокляття Франкенштейна
- 1959 — Людина, яка обдурила смерть
- 1963 — Ворон
- 1981 — Омен 3: останній конфлікт